# Lista de episódios de Henry Hugglemonster
Henry Hugglemonster  é uma série de animação britânico-irlandês produzida pelo Disney Junior. A série estreou em 8 de fevereiro de 2013 no Reino Unido e Irlanda e em 15 de abril nos Estados Unidos. Em Portugal, a série estreou em 25 de maio.

## Resumo
| Temporada | Temporada | Episódios | Exibição original     | Exibição original      |
| Temporada | Temporada | Episódios | Estreia de temporada  | Final de temporada     |
| --------- | --------- | --------- | --------------------- | ---------------------- |
|           | 1         | 52        | 15 de abril de 2013   | 2 de maio de 2014      |
|           | 2         | 52        | 24 de outubro de 2014 | 30 de novembro de 2015 |

## Episódios

### 1ª Temporada (2013-14)
| # (série) | # (temp.) | Título                                               | Escrito por                        | Exibição original      | Código de produção | Audiência (em milhões) |
| --------- | --------- | ---------------------------------------------------- | ---------------------------------- | ---------------------- | ------------------ | ---------------------- |
| 1         | 1         | "The Huggleflower"                                   | Sascha Paladino                    | 15 de abril de 2013    | TBA                | ASA                    |
| 2         | 2         | "Monster Lullaby"                                    | Chris Nee                          | 15 de abril de 2013    | TBA                | ASA                    |
| 3         | 3         | "Astrobrix"                                          | Paul Dawson                        | 16 de abril de 2013    | TBA                | ASA                    |
| 4         | 4         | "The Sore Roar"                                      | James Mason                        | 16 de abril de 2013    | TBA                | ASA                    |
| 5         | 5         | "Runaway Dough"                                      | Paul Dawson                        | 17 de abril de 2013    | TBA                | ASA                    |
| 6         | 6         | "The Copymonster"                                    | Sascha Paladino                    | 17 de abril de 2013    | TBA                | ASA                    |
| 7         | 7         | "The Henry Show"                                     | Jennifer Hamburg                   | 18 de abril de 2013    | TBA                | ASA                    |
| 8         | 8         | "Mega Bouncers"                                      | Bradley Zweig                      | 18 de abril de 2013    | TBA                | ASA                    |
| 9         | 9         | "Bye Bye Beckett"                                    | Chris Nee                          | 19 de abril de 2013    | TBA                | ASA                    |
| 10        | 10        | "Pet Party"                                          | Bradley Zweig                      | 19 de abril de 2013    | TBA                | ASA                    |
| 11        | 11        | "Number One Fan"                                     | Jennifer Hamburg & Sascha Paladino | 22 de abril de 2013    | TBA                | ASA                    |
| 12        | 12        | "Henry's Hugglefish"                                 | Jennifer Hamburg                   | 22 de abril de 2013    | TBA                | ASA                    |
| 13        | 13        | "Sneezo-Rama"                                        | Bradley Zweig                      | 23 de abril de 2013    | TBA                | ASA                    |
| 14        | 14        | "The Huggleball Game"                                | Kent Redeker                       | 23 de abril de 2013    | TBA                | ASA                    |
| 15        | 15        | "The Hugglejuice Stand"                              | Jennifer Hamburg                   | 24 de abril de 2013    | TBA                | ASA                    |
| 16        | 16        | "The Huggledance Party"                              | Bradley Zweig                      | 24 de abril de 2013    | TBA                | ASA                    |
| 17        | 17        | "Promises Promises"                                  | Sascha Paladino                    | 25 de abril de 2013    | TBA                | ASA                    |
| 18        | 18        | "Fireworks Night"                                    | Paul Dawson                        | 25 de abril de 2013    | TBA                | ASA                    |
| 19        | 19        | "Paint the Town"                                     | Robert Vargas                      | 26 de abril de 2013    | TBA                | ASA                    |
| 20        | 20        | "Henry, Incorporated"                                | Joe Ansolabehere                   | 26 de abril de 2013    | TBA                | ASA                    |
| 21        | 21        | "Monsters on the Town"                               | Chris Nee                          | 29 de abril de 2013    | TBA                | ASA                    |
| 22        | 22        | "Enormo Henry"                                       | Robert Vargas                      | 29 de abril de 2013    | TBA                | ASA                    |
| 23        | 23        | "Grrr Power"                                         | Jennifer Hamburg                   | 30 de abril de 2013    | TBA                | ASA                    |
| 24        | 24        | "Fangs Out"                                          | Michael Stern                      | 30 de abril de 2013    | TBA                | ASA                    |
| 25        | 25        | "Carried Away"                                       | Chris Nee                          | 2 de maio de 2013      | 118                | ASA                    |
| 26        | 26        | "Monster in Charge"                                  | Robert Vargas                      | 2 de maio de 2013      | 118                | ASA                    |
| 27        | 27        | "Iron Granny"                                        | Robert Vargas                      | 10 de maio de 2013     | 110                | ASA                    |
| 28        | 28        | "The Monster Coin"                                   | Robert Vargas                      | 10 de maio de 2013     | 110                | ASA                    |
| 29        | 29        | "Rain, Rain, You're Not a Pain"                      | Michael Stern                      | 24 de maio de 2013     | 119                | ASA                    |
| 30        | 30        | "Runaway Summer"                                     | Robert Vargas                      | 24 de maio de 2013     | 119                | ASA                    |
| 31        | 31        | "Monsterpet Pageant"                                 | Bradley Zweig                      | 7 de junho de 2013     | 121                | ASA                    |
| 32        | 32        | "Ivor's First Stomp"                                 | Joe Ansolabehere                   | 7 de junho de 2013     | 121                | ASA                    |
| 33        | 33        | "The Piano Lesson"                                   | James Mason                        | 21 de junho de 2013    | 104                | ASA                    |
| 34        | 34        | "Monster Wave"                                       | Chris Nee                          | 21 de junho de 2013    | 104                | ASA                    |
| 35        | 35        | "The Mighty Heromonsters"                            | Sascha Paladino                    | 9 de agosto de 2013    | 125                | ASA                    |
| 36        | 36        | "New Monsterkid on the Block"                        | Robert Vargas                      | 9 de agosto de 2013    | 125                | ASA                    |
| 37        | 37        | "A Funny Thing Happened on the Way to Monsterschool" | Robert Vargas & Sascha Paladino    | 6 de setembro de 2013  | 123                | 1.48                   |
| 38        | 38        | "Summergrams"                                        | Bradley Zweig                      | 6 de setembro de 2013  | 123                | 1.48                   |
| 39        | 39        | "The Halloween Scramble"                             | Chris Nee                          | 4 de outubro de 2013   | 117                | 1.15                   |
| 40        | 40        | "Scout's Night Out"                                  | Bradley Zweig                      | 4 de outubro de 2013   | 117                | 1.15                   |
| 41        | 41        | "Huggsgiving Day"                                    | Jennifer Hamburg                   | 15 de novembro de 2013 | 120                | 1.06                   |
| 42        | 42        | "All That Pizzazz"                                   | Chris Nee                          | 15 de novembro de 2013 | 120                | 1.06                   |
| 43–44     | 43–44     | "Happy Hugglemas"                                    | Chris Nee                          | 6 de dezembro de 2013  | 122                | 1.48                   |
| 45        | 45        | "The Sledhouse"                                      | Robert Vargas                      | 13 de dezembro de 2013 | 109                | ASA                    |
| 46        | 46        | "Daddo Daycare"                                      | Chris Nee                          | 13 de dezembro de 2013 | 109                | ASA                    |
| 47        | 47        | "Monster Seeds"                                      | Bradley Zweig                      | 21 de janeiro de 2014  | 124                | 1.18                   |
| 48        | 48        | "Henry and the Sno-Grrr"                             | Colm Tyrrell                       | 21 de janeiro de 2014  | 124                | 1.18                   |
| 49        | 49        | "Monster Mail Madness"                               | Bradley Zweig                      | 31 de janeiro de 2014  | 111                | 1.49                   |
| 50        | 50        | "Cobby's Comfort Cruiser"                            | Chris Nee                          | 31 de janeiro de 2014  | 111                | 1.49                   |
| 51–52     | 51–52     | "Once Upon a Roar"                                   | Jennifer Hamburg                   | 2 de maio de 2014      | 126                | 1.38                   |

### 2ª Temporada (2014-15)
Em 26 de setembro de 2013, a série foi renovada para uma segunda temporada.
| # (série) | # (temp.) | Título                             | Escrito por                     | Exibição original       | Código de produção | Audiência (em milhões) |
| --------- | --------- | ---------------------------------- | ------------------------------- | ----------------------- | ------------------ | ---------------------- |
| 53        | 1         | "Big Baby"                         | Sascha Paladino                 | 24 de outubro de 2014   | 201                | ASA                    |
| 54        | 2         | "The Perfect Anniversary"          | Sascha Paladino                 | 24 de outubro de 2014   | 201                | ASA                    |
| 55        | 3         | "Ivor Takes the Cake"              | Sascha Paladino                 | 14 de novembro de 2014  | 202                | ASA                    |
| 56        | 4         | "Runaway Airship"                  | Sascha Paladino                 | 14 de novembro de 2014  | 202                | ASA                    |
| 57        | 5         | "Where's Beckett?"                 | Sascha Paladino                 | 24 de novembro de 2014  | 203                | ASA                    |
| 58        | 6         | "Huggleflight"                     | Sascha Paladino                 | 24 de novembro de 2014  | 203                | ASA                    |
| 59        | 7         | "Knit-O-Bot"                       | Sascha Paladino                 | 21 de janeiro de 2015   | 204                | ASA                    |
| 60        | 8         | "Knit-O-Bot"                       | Sascha Paladino                 | 21 de janeiro de 2015   | 204                | ASA                    |
| 61        | 9         | "Monsterly Ever After"             | Ashley Mendoza                  | 13 de fevereiro de 2015 | 207                | ASA                    |
| 62        | 10        | "The Roarsome Foursome"            | Alison McDonald                 | 13 de fevereiro de 2015 | 207                | ASA                    |
| 63        | 11        | "The Do-It-Yourself Sleepover"     | Sascha Paladino & Robert Vargas | 13 de março de 2015     | 206                | 1.41                   |
| 64        | 12        | "Roarsville Rules"                 | Sascha Paladino & Robert Vargas | 13 de março de 2015     | 206                | 1.41                   |
| 65        | 13        | "Summer Vision"                    | Ciaran Murtagh & Andy Jones     | 27 de março de 2015     | 208                | ASA                    |
| 66        | 14        | "The Pizza Brothers"               | Robert Vargas                   | 27 de março de 2015     | 208                | ASA                    |
| 67        | 15        | "Cobby and the Brain"              | Maria O'Loughlin                | 10 de abril de 2015     | 210                | ASA                    |
| 68        | 16        | "Robo-Friend"                      | Dustin Ferrer                   | 10 de abril de 2015     | 210                | ASA                    |
| 69        | 17        | "Henry Time"                       | Alison McDonald                 | 24 de abril de 2015     | 214                | 1.07                   |
| 70        | 18        | "Rock, Rattle and Roller Practice" | Maria O'Loughlin                | 24 de abril de 2015     | 214                | 1.07                   |
| 71        | 19        | "The Grr-Cloud"                    | Kevin de Aguila                 | 8 de maio de 2015       | 211                | 1.15                   |
| 72        | 20        | "Monster Mama's Day"               | Maria O'Loughlin                | 8 de maio de 2015       | 211                | 1.15                   |
| 73–74     | 21–22     | "On The Huggleroad"                | Sascha Paladino                 | 30 de junho de 2015     | 205                | 1.56                   |
| 75        | 23        | "Roddy The Hero"                   | Ashley Mendoza                  | 7 de julho de 2015      | 219                | 1.59                   |
| 76        | 24        | "Never Enough Henrys"              | Alison McDonald                 | 14 de julho de 2015     | 219                | 1.51                   |
| 77        | 25        | "All About Summer Camp"            | Kevin del Aguila                | 21 de julho de 2015     | 215                | 1.46                   |
| 78        | 26        | "Huggle...Whaaa?!"                 | Ashley Mendoza                  | 28 de julho de 2015     | 215                | 1.50                   |
| 79        | 27        | "Roar-Plane Racing"                | TBA                             | 3 de agosto de 2015     | 213                | 1.54                   |
| 80        | 28        | "Hugglemonster and Son"            | TBA                             | 10 de agosto de 2015    | 213                | 1.16                   |